# سلطان بتری
سلطان بتری (به انگلیسی: Sultan Bathery) یک منطقهٔ مسکونی در هند است که در بخش ویاناد واقع شده‌است. سلطان بتری ۲۹۷٬۸۶۳ نفر جمعیت دارد و ۹۰۱ متر بالاتر از سطح دریا واقع شده‌است.